# Brocēni (novads)
Brocēni est un novads de Lettonie, situé dans la région de Kurzeme. En 2009, sa population est de 7 215 habitants.